# Eva Eneroth
Eva Maria Elisabeth Eneroth, född 16 september 1915 i Stockholm, död där 29 november 2008, var en svensk målare och tecknare.

## Biografi
Eneroth var dotter till apotekaren Helmer Eneroth och Elisabeth Wickenberg. Eneroth studerade konst för Otte Sköld i Stockholm, Marcel Gromaire i Paris, Peter Rostrup Bøyesen i Köpenhamn samt vid Ateneum i Helsingfors. Separat ställde hon ut på Gummesons konsthall 1943 och på Modern konst i hemmiljö 1949. Hon medverkade i en rad samlingsutställningar bland annat Unga tecknare på Nationalmuseum och Nordska konstnärinnor på Liljevalchs konsthall.
Eneroths konst består av porträtt, landskapsbilder från Skåne, Småland och Bretagne samt tecknade barnstudier. Exempel på det senare finns i samlingarna hos Moderna Museet i Stockholm.